# Edgardo Díaz
Edgardo Díaz (Coco Solo; 1947) es un productor y creador del mundo artístico. Hijo de padres puertorriqueños, nació en Panamá debido a que su padre se encontraba en servicio militar activo en la Zona del Canal. Fue el productor y creador del grupo musical Menudo.

## Biografía

### La Pandilla
Díaz viajó a España después de graduarse en la escuela y trabajó con un grupo llamado La Pandilla que estaba compuesto por cuatro muchachos y una muchacha. Este grupo tuvo mucho éxito, pero cuando sus integrantes crecieron se deshizo y Edgardo Díaz volvió a Puerto Rico donde en 1977 creó el grupo musical Menudo. Este grupo logró alcanzar fama y éxito mundiales.

### Edgardo con Menudo
La fórmula de Díaz era la de contratar nuevos miembros a la edad de 12 y cambiarlos por nuevos miembros a la edad de 16. Sin embargo, cuando un integrante dejaba el grupo, también lo hacían todos sus fans.
Edgardo Díaz ha trabajado con el grupo desde 1977 hasta este momento. En 1997 y tras 20 años como Menudo, realizó un cambio de nombre (MDO) y una variante en la conformación del grupo, con integrantes en su mayoría de más de 18 años de edad. Después desarrolló el cuarteto "Tick Tock" en el que se destacó el puertorriqueño Jo Joe, quien luego se convirtió en el vocalista principal de Los Super Reyes.

### Acusaciones sobre abuso sexual
Uno de los exintegrantes del grupo Menudo, Roy Rosello, declaró que había sido víctima de abuso sexual junto a otros integrantes del grupo (René Farrait). Rosselló calificó a su antiguo mánager de formación, Edgardo Díaz, de “abusador y explotador” de él y del resto de la agrupación en unas declaraciones que ahora ha querido llevar más allá detallando los sucesos que habría vivido junto a Ricky Martin durante su adolescencia y estrellato.

### Francisca Meléndez "Doña Panchi"
Francisca Meléndez más conocida como "Doña Panchi" ayudó a su hijo Edgardo Díaz en la administración y relación con los padres de Menudo.
Doña Pachi estuvo en la agrupación y en la empresa Padosa, propietaria de la marca Menudo, del año 1975 a 1987. Dejó la administración de la banda luego de la sociedad de Edgardo Díaz con empresarios panameños.
De acuerdo con información difundida por diarios puertorriqueños, Francisca Meléndez falleció el 13 de abril de 2013 a causa de un paro cardiaco.
“Ella era una mujer luchadora y nunca se rendía. Bien luchadora hasta el último momento” Edgardo Díaz, Declaraciones publicadas por Metro Perú.
En la serie súbete a mi moto, es interpretada por Marisol Calero.

## Edgardo en el mundo artístico
En 2004 siendo manager de MDO, consigue un contrato con la joven Daniela Luján para dirigir su vida artística.

## Edgardo en Súbete a mi moto
En la bioserie de Amazon Prime, Súbete a mi moto fue interpretado por Yamil Ureña y Braulio Castillo.